# Capitán Frío
El Capitán Frío (Leonard Snart) es un antihéroe ficticio que aparece en los cómics estadounidenses publicados por DC Comics. El Capitán Frío es el líder de los Renegados, una asociación delictiva, así como el hermano mayor de Golden Glider. Conocido de los varios superhéroes conocidos como Flash, ha servido como un enemigo amargo para Barry Allen, tanto enemigo como amigo a regañadientes de Wally West, y uno de los asesinos que se arrepienten de Bart Allen. Como parte del reinicio The New 52 de 2011, el Capitán Frío es un villano que con su equipo Los Renegados vive según un código para no matar y, a veces, puede ser percibido como un héroe.
El personaje se ha adaptado sustancialmente de los cómics a varias formas de medios, incluidas series de televisión y videojuegos. El actor Wentworth Miller ha interpretado al personaje en las series de televisión de Arrowverso de The CW, The Flash y Legends of Tomorrow. La lista de IGN de los 100 mejores villanos de cómic de todos los tiempos clasificó al Capitán Frío como el # 27.

## Historial de publicaciones
Creado por John Broome y Carmine Infantino, el personaje hizo su primera aparición en Showcase #8 (junio de 1957).

## Biografía ficticia del personaje
Leonard Snart fue criado por un padre abusivo y se refugió con su abuelo, que trabajaba en un carro de hielo. Cuando su abuelo murió, Leonard se cansó del abuso de su padre y se dispuso a comenzar una carrera criminal. Snart se unió a un grupo de ladrones de poca monta y en la planificación de un atraco, cada uno se emitió una pistola y una visera para proteger sus ojos contra los destellos de los disparos. Este diseño visera tarde sería adaptada por Snart en su traje de marca. En los últimos años se ha añadido un receptor de radio para los que recoge la banda de la policía para vigilar la policía local. Snart y los otros delincuentes fueron capturados por Flash y encarcelados. Snart decidió ir en solitario, pero sabía que tenía que hacer algo con el héroe local, Flash. 
Snart lee un artículo de que la teoría de que las emisiones energéticas de un ciclotrón podrían interferir con la velocidad de Flash. Se diseñó un arma para aprovechar ese poder y entró en un laboratorio para robar el ciclotrón, con la intención de utilizar el dispositivo para cargar su arma experimental. Cuando estaba terminando su experimento, un guardia de seguridad sorprendió a Snart. Con la intención de utilizar su arma solo para asustar al guardia, sin darse cuenta, apretó el gatillo y descubrió que el arma había sido modificado de una manera que nunca había imaginado. La humedad en el aire alrededor del guardia se congeló. Intrigado por este giro del destino, Snart se puso una parka y la visera antes mencionada y declaró ser El Capitán Frío "El Hombre que domina el Cero Absoluto". Snart luego cometió una serie de delitos no letales, en una ocasión de colocar la ciudad en animación suspendida en un intento de forzar a Iris West para que se case con él como lo había caído en el amor con ella cuando la vio en la prisión, pero Flash se llevó a través de una pared de hielo y fue capaz de revertir el proceso. Más tarde se enamoró de una presentadora de noticias, y compitió con Ola de calor (en su primera aparición) sobre ella en una ola de crímenes, pero ambos fueron golpeados por Flash. Pero después de la muerte de Barry Allen, durante Crisis on Infinite Earths, Capitán Frío se convirtió en un cazarrecompensas con su hermana Lisa, Golden Glider.
Durante los acontecimientos de  Inframundo Descencadenado , El Capitán Frío pierde su alma por Neron, pero fue traído de vuelta a la tierra de los vivos por Wally West. Pronto regresó a la delincuencia, esta vez un miembro de Rogues Gallery de Wally. Los Renegados se habían unido a otro enemigo de Flash, el superinteligente Gorilla Grodd les había ayudado a escapar de la cárcel para distraer a Flash. Golden Glider había abandonado su carrera de cazarrecompensas y había comenzado a asociarse con una serie de matones que se vistió con un traje, armados con una copia de la firma del Capitán Frío frío del arma, y se llamó Chillblaine. Ya angustiado por la muerte de su amante, el Top, parecía que la supuesta muerte de su hermano lo empujó sobre el borde. Pero el último Chillblaine era un poco más inteligente y más vicioso. Asesinó a Golden Glider, lo que llevó al Capitán Frío a darle caza, torturarlo y matarlo mediante la congelación de la capa externa de la piel y luego lo empuja fuera de un edificio de gran altura. No mucho tiempo después de eso, Snart estaba enmarcado por una nueva encarnación de Mister Element. Él utilizó su arma de elemento para simular el arma de frío, con hielo y el frío para asesinar a varios agentes de policía antes de que El Capitán Frío y Flash descubrieron que en realidad él era el responsable. Con la muerte de su hermana, y de haber matado a Chillblaine y el Sr. elemento en la venganza, Frío otra vez se ha convertido en un criminal no arrepentido. Sin embargo, durante un enfrentamiento con El Hermano Grimm, Cold en realidad trabajó con Wally West para derrotar al usuario una poderosa magia, aunque esto se debió principalmente a él y Mirror Master había sido traicionado por Grimm y quería venganza.
El Capitán Frío fue declarado el líder de la Galería de Rogues de Flash. Su habilidad y experiencia han hecho de él un líder fuerte para los gustos de Mago del Clima, el nuevo Trickster, el nuevo Amo de los Espejos y el nuevo Capitán Bumerang. Leonard parece haber llevado al joven Capitán Bumerang bajo su ala, después de que el anciano Bumerang murió hace poco. Tabloides rumorea que la hermana de Capitán Frío, Golden Glider, era la madre de Bumerang, haciéndole el sobrino del Capitán Frío. Esto resultó ser falso, sin embargo, como la madre del nuevo Bumerang se ha revelado como Meloni Thawne, que es también la madre de Bart Allen. A pesar de su naturaleza más implacable en los últimos tiempos, el corazón del Capitán Frío no está completamente congelado, evidenciado por tener flores enviadas en honor a Sue Dibny, esposa asesinada del Hombre Elástico.
Tradicionalmente, Capitán Frío es impulsado por tres cosas: dinero, mujeres, y el deseo de vencer a Barry Allen. Lenonard Snart tiene un ojo para las mujeres, en particular las modelos. Cuando Barry Allen murió, Capitán Frío deriva durante un tiempo, saltando hacia atrás y hacia adelante sobre las líneas de la delincuencia y la justicia. Fue capturado por la Manhunter y sirvió un tiempo en el Escuadrón Suicida, trabajó con su hermana como un cazador de recompensas (de oro bola de nieve Recuperaciones ), y con su amigo de toda la vida y, a veces némesis Ola de calor, se encontró con Fuego y Hielo de la Liga de la Justicia. Él se ha asociado con varios villanos en los últimos años distintos de los muchos Renegados. Estos incluyen Catwoman y la Sociedad Secreta de Supervillanos. Su equipo de béisbol favorito es el Astros de Houston.

### Un año después
En el 2006, él y otros Renegados son abordados por Inercia con un plan para matar a Flash (Bart Allen). A pesar de que Inercia fue derrotado, Capitán Frío, junto con, la Ola de calor, Weather Wizard, Mirror Master y Abra Kadabra mataron a Bart con un bombardeo combinado de sus armas elementales. Él, Ola de calor, y Weather Wizard parecían expresar culpa, después de conocer la identidad de Flash y descubrir lo joven que era.

### La salvación
Capitán Frío es uno de los villanos que aparecen en los exiliados 2007-08 en la miniserie  Ejecutar La Salvación , junto con sus compañeros Renegados : Ola de calor, Weather Wizard, Mirror Master y Abra Kadabra.

### Final Crisis: Rogues Revenge
En la miniserie '2008' Final Crisis: Rogues Revenge, Capitán Frío y los Renegados se unieron brevemente a Libra' s Secret Society of Super Villains. En  Final Crisis: Rogues 'Revenge "historia", sin embargo, Frío y el resto de los Renegados rechazan la oferta de Libra, con ganas de quedarse fuera del juego. Antes de que puedan retirarse, se enteran de que Inercia escapó y decide quedarse lo suficiente para obtener venganza por haber sido utilizado.  Final Crisis: Rogues '. La venganza' '# 1 Frío y su grupo es desafiado por una nueva serie de Renegados, formado por Libra para ser sus sustitutos. El nuevo grupo, después de haber secuestrado al padre de frío, el desafío de los Pícaros, y es derrotado y muerto. Frío va a su padre, hablando con él acerca de los abusos que sufrió, y el destino de su hermana. Después de la PelículasPróximamente anciano él y su madre, que califica de débil insulta, Frío le da un puñetazo, pero se encuentra incapaz de matarlo, en vez conseguir la Ola de Calor de hacerlo.  Final Crisis: Rogues 'venganza' '# 2 Los pícaros tienen su enfrentamiento con la inercia, a pesar de la interferencia de Zoom y Libra, y matar a Inercia. Libra entonces revela que él necesita a los Renegados porque Barry Allen ha regresado de entre los muertos, y los destellos son posibles amenazas a él y Darkseid. Aunque sorprendido por la noticia de que Allen está vivo, todavía Frío rechaza su oferta de membresía. Después de reagrupamiento, Frío y los otros Renegados acuerdan que no se retiran, alegando que el juego está de vuelta en  Final Crisis: Rogues '. La venganza' '# 3 En "Final Crisis" # 7, alguien que parece Capitán Frío aparece como un Justificador y se ve la lucha contra las furias femeninas junto a los otros Justifiers bajo el control de Lex Luthor.

### The Flash: Renacimiento
En el 2009 La inflamación: miniserie renacimiento, Capitán Frío se ve con los otros Renegados, leyendo sobre el regreso de Barry Allen y afirmando que necesitarían más de los Renegados. Los Renegados aún debaten sobre el regreso de Allen, con Frío diciendo que es hora. Para tirar a cabo su plan de contingencia que Scudder se le ocurrió, afirmando que "En caso de que el flash no devuelve, romper el vidrio".

### La Noche más oscura
En la historia 2009-2010 "La noche más Oscura", los Renegados se dan cuenta de que los cuerpos de varios Renegados muertos están desaparecidos y se preparan para luchar contra ellos. Capitán Frío sabe que su hermana, Golden Glider, es uno de los Black Lanterns reanimados, pero está listo para dirigir a los Renegados contra los zombis. Él se enfrenta a la Golden Glider Black Lantern, que intenta utilizar sus sentimientos de amor en su contra. Sin embargo, Capitán Frío logra suprimir estos sentimientos el tiempo suficiente para que él se defiende, congelándola dentro de un bloque de hielo. Posteriormente, mata a Owen Mercer arrojándolo a un pozo con su padre Black Lantern cuando se entera de que Owen tiene estado alimentando a la gente a su padre en la creencia de que el consumo de carne le restaurará a la vida, informando a Owen que los Renegados no matan a las mujeres y los niños.

### El Flash (Vol. 3)
En el Flash (Vol. 3), Capitán Frío y los Renegados visitan el viejo escondite de Sam Scudder y revelan un espejo gigante con las palabras en el caso de destello, rompe el vidrio escrito en él y liberan los seres de un mundo de los espejos a romperlo. Sin embargo, Capitán Frío es contactado por Mirror Master que había descubierto que el espejo gigante es en realidad un veneno de acción lenta.

### Nuevos 52
En la línea de tiempo del 2011 reinicio de toda la compañía de todos sus títulos de superhéroes, The New 52, Capitán Frío se reintroduce como un hombre joven que en la línea de tiempo anterior. Su origen sigue siendo el mismo, sin embargo, su hermana Lisa no ha sido Golden Glider, y en su lugar se está muriendo de cáncer. Al enterarse de que el hospital no tiene suficiente energía para hacer funcionar un láser que podría salvar su vida, debido a una EMP aparentemente causado Flash, Frío lo culpa por todo lo que ha ocurrido a él, incluyendo un enfrentamiento con los Renegados, y decide romper las reglas de su "juego" y matar a Flash. Capitán Frío ha sido objeto de experimentos que le han dado poderes metahumanos a base de hielo, incluyendo la capacidad de ralentizar las moléculas a su alrededor, creando un campo de inercia que reduce la velocidad de Flash a nivel humano, lo que permite al Capitán Frío tocarlo y sin esfuerzo lo golpeó. Él y los Renegados se establecen para volver, pero más tarde los derrotó con la ayuda de Flash y el Flautista.
Después de liberar A Trickster y asistir a la reunión en la Liga de la Justicia en la Atalaya, los Renegados regresan a Central y Keystone City, solo para ver que tanto han sido destruidos por Gorilla Grodd. Grodd regresa a la ciudad central durante el eclipse, mientras que un acto conmemorativo de secado entre los seres humanos y los gorilas se está produciendo. Grodd procede a tomar el control de Ciudad Central como su rey y le cambia el nombre de Ciudad Gorilla. Capitán Frío ve a los policías de la ciudad prisioneros de Grodd, y procede a liberarlos. Luego le pide a Mirror Master para ayudar a llegar al hospital donde su hermana se lleva a cabo con el fin de ver cómo estaba. Una vez allí, el Sindicato del Srimen enviar a Bisonte Negro, Hiena, Multiplex, Plastique y Typhoon para terminar el trabajo de Grodd y destruir el hospital. Los Renegados son capaces de mantenerlos a raya, solo para ser interrumpido por Deathstorm y Ring Power, que fueron enviados por Ultraman para hacer frente a los Renegados para resistir la oferta del Sindicato del Srimen para unirse a ellos. Después de luchar contra el Ring Power y Deathstorm, Deathstorm ataca al Capitán Frío y es capaz de extraer sus poderes de congelación de su ADN. Mirror Master intenta obtener a los Renegados a cabo a través del mundo de los espejos, pero Ring Power destruye el espejo haciendo que los Renegados se separen. Capitán Frío termina con Luthor y la ubicación de su clon de Krypton, donde también están unidos por Black Manta, que ha recuperado a Black Adam del océano. Luthor da cuenta de que, con la ayuda de su clon, Adam Negro, Black Manta y Capitán Frío, que puede ser capaz de detener al Sindicato del Crimen. Capitán Frío y el resto del grupo, ahora unidos por Batman, Catwoman, Sinestro y Deathstroke, se infiltran en el Atalaya en ruinas, donde Black Manta mata al Exterior y Frío procede a romper la pierna derecha de Johnny Quick después de haber congelado las moléculas en ella con su pistola bajo cero. A continuación, desenmascara al prisionero encapuchado traído de Tierra-3, revelando que es Alexander Luthor, que es su versión de Shazam, Mazahs, quien afirma que va a matar a todos. Después de derrotar al Sindicato, Capitán Frío es perdonado por el gobierno de Estados Unidos. Luthor y Frío se convierten en miembros de la Liga de la Justicia.

## Poderes y habilidades
Al igual que la mayoría de los Renegados de Flash, Snart no tenía poderes sobrehumanos innatos. En lugar de ello se basó en sus pistolas frías e instintos. A través de los años Snart había modificado sus armas para permitir una variedad de efectos, tales como:
Un rayo frío que congela cualquier cosa que golpea al instante.
Creación de un campo frío donde las personas y objetos, literalmente, se detienen en sus pistas. Frío utiliza esta capacidad para frenar los movimientos de Flash.
Bañar a su oponente en un amplio rayo de hielo que afiance la piel del objetivo para que se mantengan conscientes y no van insensible al dolor. Frío lo utilizó para matar a Chill Blaine que asesinó a la hermana de Frío para hacerlo sufrir tanto como sea posible.
Creación de un campo de hielo resbaladizo que puede ralentizar a Flash.
La formación de estalagmitas afiladas en el suelo para empalar a sus enemigos. Se utiliza para matar a Chill Blaine después de congelar la capa externa de la piel para que pudiera causar el mayor dolor posible.
Un "granada de hielo" que se precisaba que "hacen de este lugar un iceberg". Se utiliza para congelar todo en un radio grande, y el conjunto de Iron Heights durante los acontecimientos de la noche más negra.
La creación de "espejismos" fuera del calor extremo frío similar.
El villano y compañero con poderes temáticos a base de hielo, Mr. Freeze ha señalado que el Capitán Frío es en todo el Universo DC el único villano con poderes basados en el frío que ha dominado el cero absoluto con sus armas.
En el universo Nuevo 52 Capitán Frío inicialmente tenía poderes de hielo metahumanos, incluyendo la facultad de retrasar a Flash con un campo de inercia, pero estos poderes se perdió más adelante en la serie para siempre cuando es atacado por Deathstorm- la Tierra-3 contrapartida de Firestorm- Frío vuelve a utilizar su arma de hielo clásico. A pesar de su falta de experiencia profesional, Frío Manifiesta que pasó tanto tiempo analizando las partes de su arma fría que él es capaz de recrear en poco más de media hora con partes robadas de una tienda de electrónica estándar.

## En otros medios

### Series de TV

#### Acción en vivo
- Capitán Frío también ha aparecido en forma de acción en vivo en la década de 1990 The Flash episodio " Capitán Frío". Fue interpretado por el actor Michael Champion. Aquí Capitán Frío (llamado Leonard Wynters y vestidos con una gabardina) era un asesino albino infame, que utiliza un arma de congelación de propulsión nuclear para matar a sus víctimas. Fue contratado por el jefe del crimen de Central City Jimmy Swain (Jeffrey Combs) para matar jefes de la mafia local y luego a Flash. Flash logró la captura de Capitán Frío, que fue llevado a la cárcel, pero más tarde logró escapar.
- Leonard Snart/Capitán Frío aparece en un set de medios en Arrowverso, interpretado por Wentworth Miller.[4]
  - Leonard aparece por primera vez como un personaje recurrente en The Flash. Según lo revelado en la serie, su padre abusó de él y su hermana menor, cuando eran niños, y fue condenado por violencia doméstica. Se robó el 'arma en frío' creada por Cisco Ramón en S.T.A.R. Labs para someter las carreras de velocidad, debido a su capacidad para congelar cualquier cosa a temperaturas bajo cero absoluto. En la primera temporada, Snart intenta eliminar el flash varias veces para eliminar de él como un obstáculo, con el tiempo la contratación de su excolega, Mick Rory, para unir fuerzas contra el nuevo héroe. Snart da Rory un lanzallamas de mano debido a la obsesión de Mick con fuego. Ahora conocido como los supervillanos Capitán Frío y Ola de Calor, los dos terminan siendo derrotado por Flash, solo para escapar de un transporte de la prisión con la ayuda de la hermana de Snart, Lisa. Con el tiempo, Snart captura a Cisco y se entera de la identidad secreta de Flash. Snart a continuación, hace un trato con Barry: Snart mantendrá la identidad de Barry en secreto (incluso de Mick y Lisa) y evitar bajas a cambio de que Barry no lo encarcele a él. Snart después traiciona a Barry durante una transferencia de prisión de metahumanos y libera a varios metahumanos del cautiverio entre ello Mark Mardon(Weather Wizard), indicando que harían una gran adición como sus "Rogues". En la temporada 2, Snart es chantajeado para trabajar con su padre, Lewis, que colocó una bomba en Lisa para asegurar la cooperación de su hijo. Barry es capaz de trabajar con Snart para infiltrarse en la banda hasta que Cisco es capaz de quitar la bomba. Snart, mata a su padre en venganza. Snart se libera después de la cárcel por Weather Wizard para ayudar a matar el Flash, pero en su lugar se aparta de Central City después de haberle avisado a Barry. En "Bienvenido a la Tierra-2", el Alcalde Snart se menciona, lo que significa que un miembro de la familia Snart es el alcalde de la Ciudad Central de Tierra-2.
  - Leonard aparece como un personaje principal en Legends of Tomorrow como uno de los protagonistas.[5] En la primera temporada, él y Mick son reclutados por Rip Hunter en una misión para evitar que Vándalo Salvaje conquiste el mundo y el tiempo mismo. Snart más adelante afirma que sólo se unió a la tripulación viajera en el tiempo para que pudiera ir al pasado y robar objetos de valor antes de ser descubiertos. En el episodio "Blood Ties", Snart intenta alterar su propio pasado, tratando de evitar que el ciclo de abuso que él y su hermana sufrió de su padre por el robo de la esmeralda que su padre fue detenido por intentar robar dos días antes originalmente. Por desgracia, Snart se entera de que la línea de tiempo siempre encuentra una manera de restaurar la misma, con su padre ahora que es arrestado por intentar vender la esmeralda a un policía encubierto, y se resigna a eso. "Star City 2046" revela que Snart es cada vez más aceptación del propósito central de la misión del equipo, hasta el punto en que obliga a su compañero Mick Rory lejos de una realidad alternativa donde Mick quiere quedarse. Después de que Rory traiciona al equipo en "Marooned", Snart lo lleva a una zona aislada y dispara su arma frío en él, aparentemente matando a su excompañero. Sin embargo, esto solo era para distraer a Rory para permitir Snart a noquear y lo dejaron ahí. Snart más adelante afirma que él siempre tuvo la intención de volver por Rory, pero Rory pronto reaparece como el cazador de recompensas Cronos, habiendo casi se muere, pero fue rescatado por los Maestros de tiempo y se formó como su agente ("Left Behind"). Rory captura a Snart y se revela como Cronos, diciéndole que él tiene la intención de matar a Lisa en repetidas ocasiones, aprovechando el tiempo de viaje para matarla delante de su hermano una y otra vez. Snart congela y destruye su propia mano con el fin de escapar, e informa al equipo de la identidad de Cronos para que dejen de matarlo, pero es dudoso acerca de su decisión de tratar de reformar Rory después de que lo derrotan (Hunter usando la curación avanzada de la nave la tecnología vuelva a crecer, literalmente, la mano destrozada de Snart). En Sara Lance insiste a Snart terminar sus asuntos con Rory a través de una pelea a puñetazos, a la muerte. Snart está derrotado, sino un Rory renunciado le permite vivir desde el Masters Ahora han enviado los cazadores después de que el equipo de matarlos a todos, incluyendo Rory por su fracaso. Snart es instrumental en la derrota y la captura de Salvaje, mostrando a su hija la verdadera naturaleza de su padre y la convenció para ir en contra de él ( "Leviatán"). En "Destino", Snart se sacrifica para salvar a Rory y garantiza la seguridad del equipo después de que aprendan que los Maestros del Tiempo están trabajando con Salvaje y han estado manipulando el equipo para sus propios fines. En la segunda temporada, Snart regresará como miembro de La Legión del Mal. Antes del regreso de Snart, Rory le da su antigua arma de frío a su compañero de equipo Ray Palmer, permitiendo a Palmer continuar actuando en el campo después de la destrucción de su exo-traje Atom.
  - Una versión alternativa del universo de Leonard llamado Leo Snart aparece en el evento cruzado "Crisis on Earth-X".[6] Esta versión proviene del título "Tierra-X", una realidad donde los nazis ganaron la Segunda Guerra Mundial. Trabajando para un movimiento de resistencia junto a su novio, luego esposo, Ray Terrill, Leo une fuerzas con héroes de Tierra-1 para derrotar al ejército de Tierra-X. Después de esto, Leo aparece en la tercera temporada de Legends of Tomorrow y el episodio de The Flash "Fury Rogue".
  - Una I.A. basada en Leonard aparece en el evento cruzado "Crisis on Infinite Earths".

#### Animación
- En el ABC serie de dibujos animados Los Super Amigos, Capitán Frío es uno de los dos villanos de Flash (junto con Grodd) que se ven como miembros de la Legión del Mal de Lex Luthor. Dick Ryal proporcionó la voz del Capitán Frío. Esta versión del Capitán Frío fue representado como tener la piel de color azul pálido.

- Capitán Frío aparece en Justice League Unlimited episodio "Flash y Sustancia", expresado por Lex Lang. Se une a sus compañeros Renegados: Capitán Boomerang, Mirror Master, y Trickster en hacer varios ataques a Flash en la inauguración del Museo Flash en Central City. También se menciona en el episodio que está casado, lo cual es irónico teniendo en cuenta sus mujeriego en los cómics.

- Capitán Frío aparece en Batman The Brave and the Bold, con la voz de Steven Blum. Él y Mirror Master se menciona en " La edad de oro de Justicia ", donde fueron detenidos por Batman. En "Requiem for a Scarlet Speedster", Capitán Frío ayuda a la Ola de Calor y Weather Wizard en robar un banco en el que terminan luchando contra Batman. Durante la lucha, Capitán Frío y los Renegados mencionan acerca de la pérdida de su Flash. Con la ayuda de Jay Garrick y Kid Flash, Batman fue capaz de derrotar a los Renegados. Hacia el final del episodio, Barry Allen vuelve a la época de Batman donde Capitán Frío, Ola de Calor, y Weather Wizard están en medio de un robo. Los Renegados se alegraron de que su Flash está de vuelta, Barry Allen se une a Jay Garrick y Kid Flash en golpear a los Renegados.

- Capitán Frío aparece en Young Justice, con la voz de Alan Tudyk.[7] En "Día de la Independencia", robaba una joyería en Central City solo para terminar derrotado por Flash y Kid Flash. En "Terrors", el Capitán Frío y sus compañeros villanos Icicle (Cameron Mahkent), Killer Frost (Crystal Frost) y Sr. Frío fueron enviados a Belle Reve, donde Superboy y Miss Martian se infiltran en la prisión como los Gemelos del Terror. Las sospechas de Batman de que los cuatro villanos con base en el hielo están en Belle Reve se confirman cuando el Capitán Frío, Icicle, Killer Frost y el Sr. Frío se encuentran con Carámbano (Joar Mahkent) en una parcela para provocar un brote masivo. El Capitán Frío es derrotado cuando su collar de inhibidor fue reactivado. En "Coldhearted", el Capitán Frío[8] junto con los otros cuatro villanos en el hielo fueron vistos en sus celdas cuando Hugo Strange le dice a Batman y Flash que ninguno de los villanos en el hielo ha abandonado sus celdas en el momento en que cinco fortalezas de hielo atacaron a los Estados Unidos. Según Greg Weisman, se dijo que el Capitán Frío y los otros villanos con base en el hielo habían ayudado a alimentar a una de las fortalezas de hielo.[9] En "Satisfacción", el Capitán Frío se dirige a un banco que está cerca de donde está Rocket, es tener una ducha nupcial. Su robo es frustrado por Rocket, Zatanna, Miss Martian, Batgirl, Black Canary, Bumblebee y Wonder Girl.

- Capitán Frío aparece en la introducción de Justice League Action.

- Capitán Frío aparece en la serie web DC Super Hero Girls, con la voz de Matthew Mercer. Aparece como estudiante en Super Hero High.

### Película
- Capitán Frío aparece en la película de vídeo, Justice League: The New Frontier, con la voz de James Arnold Taylor. Esta versión se describe como calva y con una capa completamente blanca similar a la versión cómic. Intenta robar un casino en Las Vegas antes de que Flash (Barry Allen) lo detenga.
- Capitán Frío aparece en Superman/Batman: Enemigos Públicos, con la voz de Michael Gough (aunque sin acreditar). En la película, el Capitán Frío junto con Killer Frost (Louise Lincoln), Icicle (Cameron Mahkent) y Sr. Frío son parte de los villanos que buscan ir tras la recompensa por Superman. Atacan y derrotan a Batman, pero son derrotados por la visión de calor de Superman.
- Leonard Snart aparece en Justice League: The Flashpoint Paradox, con la voz de Danny Jacobs. Al comienzo de la película, el Capitán Frío y los Pícaros están atacando a Flash (Barry Allen), pero el Profesor Zoom traiciona a los Pícaros y une bombas al grupo que no puede ser eliminado. Cuando la Liga de la Justicia llega y logra deshacerse de las bombas, la Mujer Maravilla usa una de sus propias armas para congelar el cinturón del Capitán Frío y arrancar la bomba para salvar su vida. En la línea de tiempo distorsionada de Flashpoint, Citizen Cold es un superhéroe.
- Capitán Frío aparece en JLA Adventures: Trapped In Time, con la voz de Corey Burton.[10] Él es visto como un miembro de la Legión del Mal.
- Capitán Frío aparece en la película animada en DVD Lego DC Comics Super Heroes: Justice League vs. Bizarro League, con la voz de Kevin Michael Richardson.
- Capitán Frío aparece en Lego DC Comics Super Heroes: Justice League: Attack of the Legion of Doom con Kevin Michael Richardson retomando su papel. Aparece como miembro de la Legión de la Perdición.
- Capitán Frío aparece Lego DC Comics Super Heroes: The Flash con Kevin Michael Richardson repitiendo su papel. Lleva algo de su mente estratega de cómic, y Barry tiene que derrotarlo varias veces mientras está atrapado en un bucle de tiempo.

### Videojuegos
- Capitán Frío aparece en Batman: The Brave and the Bold, expresado de nuevo por Steven Blum.
- Capitán Frío aparece en DC Universe Online, con la voz de Ryan Wickerham.[11] En la campaña de los héroes, Capitán Frío (junto con Heat Wave, Mirror Master y Weather Wizard) es un jefe en la alerta de la Isla de Stryker. En la campaña de villanos, el Capitán Frío está ubicado en el área central de poder del Hall of Doom ofreciendo misiones a villanos de nivel superior. En el libro de cómics "DC Universe Online Legends", que comienza en un posible futuro, el Capitán Frío muere intentando defender al Superman envenenado con Kryptonita de Lex Luthor.
- Capitán Frío aparece como un personaje jugable en DC Unchained.

#### Legoseries
- Capitán Frío aparece en Lego Batman 2: DC Super Heroes, expresado nuevamente por Steven Blum.
- Capitán Frío aparece como un personaje jugable en Lego Batman 3: Beyond Gotham, con la voz de Robin Atkin Downes.
- Capitán Frío aparece como un personaje principal en Lego DC Super-Villains, expresado una vez más por Steven Blum. Se lo ve por primera vez en la guarida de la Legión del Mal discutiendo su desdén por el Sindicato de la Justicia con el resto de sus compañeros de equipo, citando la razón por la que interrumpieron un monólogo suyo. Más tarde, acompaña a Heat Wave, Malcolm Merlyn, Reverse Flash y Rookie a S.T.A.R. Labs en Metropolis para usar la cinta de correr Cosmic Treadmill para viajar a Tierra-3. Luego de su encuentro con los Teen Titans y el Sindicato, el Capitán Frío es encarcelado en Arkham Asylum. Con sus compañeros de equipo, menos Heat Wave. Después de escuchar el plan de Joker para escapar de Arkham, Frío se une, después de terminar una nueva pistola fría que hizo con resortes de cama y jabón. Después de que el Capitán Frío y sus compañeros de equipo escapen de Arkham, se une a Heat Wave, Lex Luthor, Cheetah y Reverse Flash a Ciudad Gorila para reclutar a Gorilla Grodd.

#### Injusticeseries
- Al Capitán Frío se alude en Injustice: Gods Among Us. El nombre de Leonard Snart aparece en una lista de resultados durante el outro de Deathstroke. También se lo menciona en un diálogo de apuesta entre Flash (Barry Allen) y Killer Frost.
- Capitán Frío aparece como un personaje jugable en Injustice 2, con la voz de C. Thomas Howell. En la historia, él busca su venganza contra el Régimen por asesinar a los Pícaros (incluida su hermana) al unirse a la Sociedad.[12] En el final de Capitán Frío, él se enfoca en Gorilla Grodd luego de descubrir que Grodd y Brainiac estaban planeando usar la Sociedad para destruir el planeta y deja sus cuerpos congelados a las autoridades. Regresa a la tumba de Lisa Snart, donde le dice a su hermana que ahora se ha convertido en el socio de lucha contra el crimen de Flash.